# かめりあ (作曲家)
かめりあ（Camellia、1992年9月28日 - ）は、日本の作曲家、作詞家、編曲家、DJ。
大箭マサヤ名義でも活動を行っている。

## 概要
北海道旭川市出身。電波ソングやポップミュージック、ロック・メタル、EDM、ハードコアテクノ、ジャズ、エレクトロスウィング、民族音楽、ラテンなどの広い音楽ジャンルに精通し、幅広い様式の楽曲を作る。

音楽ゲームの「SOUND VOLTEX」にて行われた公募で楽曲が採用されたのをきっかけに、beatmania IIDXシリーズ、Dance Dance Revolutionシリーズ、Beat Saberなど様々な音楽ゲームに楽曲を提供している。

また、レーベル「beatnation RHYZE」のメンバーとして、さいたまスーパーアリーナ、ZEPP Divercity、豊洲PIT等にてDJ出演を行った。

音楽ゲームへの提供のみならず、歌手のkradnessやれをる、ななひら、花たん、ホロライブプロダクションのバーチャルタレントや、バーチャルライバーグループ「にじさんじ」のメンバーなど、主にインターネットで活躍しているアーティストに楽曲提供している。

## 経歴
1992年:北海道旭川市で生まれる。
2003年:10歳の頃母親のPCで作曲を始める。
2011年:音楽投稿サイト「クレオフーガ」での「ドラム素材活用コンテスト2010ロックキット部門・テクノキット部門」でグランプリ受賞
2013年:ゲーム会社「KONAMI」が主催する「KAC2013オリジナル楽曲コンテスト」に、「Bangin' Burst」で最優秀賞受賞。

「ニコニコ超会議」にDJ出演し、フジテレビなどで取り上げられる。

アイドルグループ「私立恵比寿中学」の「あたしきっと無限ルーパー」「使ってポートフォリオ」の編曲を担当。
2014年:レーシングチーム「グッドスマイルレーシング」の2014年テーマソングを提供。

beatnation RHYZEメンバーとして、さいたまスーパーアリーナで行われた音楽イベント「EXIT TUNES ACADEMY -EXIT TUNES 11th ANNIVERSARY SPECIAL-」に出演。

日本テレビ60周年記念リミックスアルバム「TVダンス」に「火曜サスペンス劇場フラッシュバックテーマ」及び「アイキャッチ」のリミックスで参加。

アニメ「ゆるゆり」のリミックスアルバム「ゆるゆりみっくす♪」に参加。

パフォーマー「謳歌」にパフォーマンス用楽曲を提供。
2015年:アニメ「えとたま」のキャラソンCDに楽曲提供。

NHK・民放連共同ラジオキャンペーン in 北海道 「キタラジ」にジングル提供。
2016年:アニメ「えとたま」ベストアルバムにリミックス提供。

竹達彩奈の3rdアルバム「Lyrical Concerto」にリミックス提供。

パズルゲームアプリ『【18】キミト ツナガル パズル』にイベント楽曲（Quarks名義）を提供。

1stメジャーアルバム「MEGANTO METEOR」を発売。

2017年:アニメ「プリパラ」リミックスアルバムに参加。

2018年:2ndメジャーアルバム「GALAXY BURST」を発売。

アニメ「ニル・アドミラリの天秤」のOPテーマ「耽溺ミラアジュイズム」を手がける。

Krab×KADOKAWAによるプロジェクト「ラピスリライツ」内ユニットに楽曲提供。
2019年:「初音ミクMUSIC CAFE 2本目」テーマソングを担当。

「The 8th KAC オリジナル楽曲コンテスト」に、「*Feels Seasickness...*」で最優秀賞受賞。

VRを代表する音楽ゲーム「BeatSaber」に楽曲が収録され、PlayStation公式アカウントなどから紹介を受ける。

Webライター「ARuFa」をボーカルに迎えた楽曲を制作。
2020年:3月に3枚目となるメジャーアルバム「Xronial Xero」を発売。

ゲーム「Dweller's Empty Path」のBGM総編曲を手掛ける。

音楽ゲーム「Arcaea」「Lanota」「MuseDash」などに楽曲を提供。

アニメ「ラピスリライツ」に劇中歌「700,000,000,000,000,000,000,000の空で」提供。
2021年:ホロライブプロダクション内のグループ「Myth」のアルバム「Hololive English -Myth- Image Soundtrack」に参加。また、同じく
ホロライブのタレント「獅白ぼたん」に「Lioness' Pride」、グループ「UMISEA」に「侵食！！地球全域全おーしゃん🌊🌊🌊」を提供。

音楽ユニットThe Living Tombstoneにリミックスを提供。

2022年:音楽ゲーム「太鼓の達人」に楽曲を提供。

ホロライブのタレント「Hakos Baelz」に「Play Dice!」を提供、「Mori Calliope」のアルバム「UnAlive」に参加、宝鐘マリンに「I'm Your Treasure Box *あなたは マリンせんちょうを たからばこからみつけた。」を提供。

beatmania ⅡDXシリーズに作曲家のToby Foxとの共作「Summerblue」を提供。

## ディスコグラフィー

### アルバム

#### メジャーアルバム
|     | 発売日        | タイトル       | 規格品番   | 備考             |
| --- | ------------- | -------------- | ---------- | ---------------- |
| 1st | 2016年7月6日  | MEGANTO METEOR | QWCE-90001 | EXIT TUNES       |
| 2nd | 2018年3月21日 | GALAXY BURST   | QWCE-90016 | EXIT TUNES       |
| 3rd | 2020年3月18日 | Xroniàl Xéro   | PCCA-04883 | ポニーキャニオン |
| 4th | 2023年2月15日 | 灰の羽搏       | PCCA-06182 | ポニーキャニオン |

#### 同人（ボカロ）
|     | 発売日         | タイトル               | 規格品番 | 備考                 |
| --- | -------------- | ---------------------- | -------- | -------------------- |
| 1st | 2010年10月31日 | ハニージンジャーエール | CTCD-001 | M3-2010秋にて頒布。  |
| 2nd | 2011年5月1日   | TRIPPERS               | CTCD-002 | M3-2011春にて頒布。  |
| 3rd | 2011年10月30日 | mikUbiquity            | CTCD-003 | M3-2011秋にて頒布。  |
| 4th | 2012年7月8日   | Michno-sequence        | CTCD-004 | ボーマス21にて頒布。 |
| 5th | 2013年8月12日  | Stance on Wave         | CTCD-006 | コミケ84にて頒布。   |

#### 同人（インスト）
|      | 発売日         | タイトル                | 規格品番   | 備考                                                            |
| ---- | -------------- | ----------------------- | ---------- | --------------------------------------------------------------- |
| 1st  | 2013年12月31日 | paroxysm                | CTCD-007   | コミケ85にて頒布。                                              |
| 2nd  | 2014年4月27日  | [diffraction]           | CTCD-008   | M3-2014春にて頒布。                                             |
| 3rd  | 2014年8月17日  | sudden shower           | CTCD-009   | コミケ86にて頒布。                                              |
| 4th  | 2014年12月30日 | dreamless wanderer      | CTCD-010   | コミケ87にて頒布。                                              |
| 5th  | 2015年8月16日  | PLANET//SHAPER          | CTCD-011   | コミケ88にて頒布。                                              |
| 6th  | 2015年12月31日 | crystallized            | CTCD-012   | コミケ89にて頒布。                                              |
| 7th  | 2016年4月24日  | INSANE INFLAME          | CTCD-013   | M3-2016春にて頒布。                                             |
| 8th  | 2016年10月30日 | Cyphisonia E.P.         | CTCD-014   | M3-2016秋にて頒布。                                             |
| 9th  | 2017年8月11日  | INVAIDAS FROM DA JUNGLE | CTCD-015   | コミケ92にて頒布。                                              |
| 10th | 2018年12月30日 | heart of android        | CTCD-018   | コミケ95にて頒布。                                              |
| 11th | 2019年8月12日  | Blackmagik Blazing      | CTCD-019   | コミケ96にて頒布。                                              |
| 12th | 2020年9月26日  | Tera I/O                |            | Twitterフォロワー10万人突破記念アルバム。フリーダウンロード可。 |
| 13th | 2021年7月11日  | U.U.F.O.                | CTCD-021/2 |                                                                 |

#### コラボ作品
|  | 発売日         | タイトル                                 | 規格品番   | 備考                                                                   |
|  | -------------- | ---------------------------------------- | ---------- | ---------------------------------------------------------------------- |
|  | 2014年8月17日  | ばーさす！                               | KCCD-01    | 歌手「ななひら」とのコラボアルバム第1弾。コミケ86にて頒布。            |
|  | 2014年12月30日 | LOP STEP RABBITS!                        | KCCD-02    | ななひらとのコラボミニアルバム。コミケ87にて頒布。                     |
|  | 2015年8月14日  | りぷれい！                               | KCCD-03    | ななひらとのコラボアルバム第2弾。コミケ88にて頒布。                    |
|  | 2016年4月24日  | Dualive                                  | KRCA-00001 | 歌手「kradness」とのユニット「Quarks」の1stミニアルバム。              |
|  | 2016年8月14日  | すりーぷ！                               | KCCD-04    | ななひらとのコラボアルバム第3弾。コミケ90にて頒布。                    |
|  | 2016年12月31日 | REALITY DISTORTION                       | S2TB-0019  | Akira Complexとのスプリットアルバム。コミケ91にて頒布。                |
|  | 2017年4月17日  | You Make My Life 1UP                     | KCCD-05    | ななひらとのコラボシングル。コミケ92にて頒布。会場限定販売。           |
|  | 2017年12月29日 | ふぉーす！                               | KCCD-06    | ななひらとのコラボアルバム第4弾。コミケ93にて頒布。                    |
|  | 2018年6月6日   | Mira                                     | SQCE-00043 | Quarksの1stアルバム。                                                  |
|  | 2019年8月12日  | ごーいん！                               | KCCD-07    | ななひらとのコラボアルバム第5弾。コミケ96にて頒布。                    |
|  | 2021年3月14日  | hololive English -Myth- Image Soundtrack |            | ホロライブのグループ「Myth」のアルバム。全曲かめりあによる書き下ろし。 |

#### その他の作品
|             | 発売日        | タイトル                                  | 規格品番 | 備考                                                                                          |
| ----------- | ------------- | ----------------------------------------- | -------- | --------------------------------------------------------------------------------------------- |
| Single      | 2013年4月29日 | flow arrow                                | CTCD-005 | M3-2013春にて頒布。シングルCDとして会場限定販売。                                             |
| EP          | 2017年3月1日  | TK40K E.P.                                |          | Twitterのフォロワー4万人突破記念EP。フリーダウンロード可。                                    |
| Compilation | 2017年4月30日 | Camellia "Guest Tracks" SUMMARY & VIPs 01 | CTCD-015 | M3-2017春にて頒布。他のアルバムにゲスト提供した楽曲からピックアップして収録。                 |
| Remix       | 2018年8月10日 | Camellia "Remixes" Summary & VIPs 02      | CTCD-017 | コミケ94にて頒布。リミックスアルバム。                                                        |
| EP          | 2019年2月20日 | 60+3+10k E.P.                             |          | Twitterフォロワー6万人、Discord3000人、YouTube登録者数1万人突破記念EP。フリーダウンロード可。 |

### 配信限定シングル
| 発売日         | タイトル                                                  | 収録アルバム                              |
| -------------- | --------------------------------------------------------- | ----------------------------------------- |
| 2014年4月5日   | Drag the Ground (feat. Hatsune Miku)                      |                                           |
| 2014年7月9日   | Fly to night, tonight                                     | Camellia "Guest Tracks" Summary & VIPs 01 |
| 2015年1月21日  | One more time * One more time... (feat. Hatsune Miku)     |                                           |
| 2020年2月19日  | Rip It Off (Now) Rip It Off                               | Xroniàl Xéro                              |
| 2020年3月19日  | Another Xronixle                                          |                                           |
| 2020年5月11日  | 大地の閾を探して -Looking for Edge of Ground-             | U.U.F.O.                                  |
| 2020年5月29日  | #1f1e33                                                   | U.U.F.O.                                  |
| 2020年7月13日  | Qyoh -Nine Stars-                                         |                                           |
| 2020年7月17日  | Wolves Standing Towards Enemies                           |                                           |
| 2020年7月24日  | Nacreous Snowmelt                                         |                                           |
| 2020年9月16日  | THE MUZZLE FACING                                         | U.U.F.O.                                  |
| 2020年10月1日  | No Heroes are Allowed to Enter                            |                                           |
| 2020年11月30日 | ΩΩPARTS                                                   | U.U.F.O.                                  |
| 2021年1月23日  | AttraqtiA                                                 |                                           |
| 2021年2月26日  | 雲散霧消                                                  |                                           |
| 2021年11月21日 | Burning Aquamarine                                        |                                           |
| 2021年12月3日  | WOW!!!!!!!!!!                                             |                                           |
| 2022年3月8日   | Final-Boss-Chan                                           |                                           |
| 2022年4月28日  | Möbius / USAO&かめりあ                                    |                                           |
| 2022年5月12日  | GHOST VS. GHOUL MASHUP                                    |                                           |
| 2022年5月12日  | GHOST (2020 Halloween+++++++++ VIP)                       |                                           |
| 2022年5月18日  | ヒアソビ                                                  |                                           |
| 2022年6月14日  | $100 Bills "215$-Step" (Remix) / かめりあ & Jaroslav Beck |                                           |
| 2022年8月11日  | Flash Me Back                                             |                                           |
| 2022年10月31日 | FULLFLAVOR音頭 / かめりあ & ななひら                      |                                           |
| 2022年12月21日 | 灰の羽搏                                                  | 灰の羽搏                                  |
| 2022年12月24日 | フォビどぅん・ピザ! / かめりあ & ななひら                 |                                           |
| 2023年2月24日  | Lorelei                                                   |                                           |
| 2023年3月18日  | Waifu Jam / Ironmouse & かめりあ                          |                                           |
| 2023年4月19日  | ドクヘビ feat.初音ミク                                    |                                           |
| 2023年9月17日  | Parrallel Universe Shifter                                |                                           |

## 提供楽曲

### 太鼓の達人
- 「The Future of the 太鼓ドラム/太鼓 de タイムトラベル2765」
- 「23時54分、陽の旅路へのプレリュード」

### チュウニズム
- 「萌豚♥功夫♥大乱舞/李 龟琍椏 feat.娜娜苤來」
- 「Λzure Vixen」
- 「Theatore Creatore/Toby Fox & かめりあ」

### maimai
- 「Sage」

### オンゲキ
- 「Final Flash Flight」

### SOUND VOLTEX
- 「Dyscontrolled Galaxy」
- 「Xéroa」
- 「Xronièr」
- 「Bangin' Burst」
- 「BAYONEX」
- 「Blastix Riotz」

### beatmania IIDX
- 「ベィスドロップ・フリークス/かめりあ feat. ななひら」
- 「Amor De Verão/かめりあ feat. ななひら」
- 「NITROUS CANNON」
- 「SCREW // owo // SCREW」
- 「ASIAN VIRTUAL REALITIES (MELTING TOGETHER IN DAZZLING DARKNESS)」
- 「WHA/かめりあ involving ななひら」
- 「Summerblue/Toby Fox & Camellia」
- 「Resonant/BEMANI Sound Team "猫叉Master" & かめりあ」

### DanceDanceRevolution
- 「鳳」

### osu!
- 「ΩΩPARTS」
- 「Parallel Universe Shifter」
- 「Operation: Zenithfall」
- 「TremENDouS」（これは厳密にはEGTSへの提供である）

### Arcaea
- 「AttraqtiA」
- 「#1f1e33」

### 電音部
- 「Triぴーす✌ひふみふフリーダム（Prod.かめりあ）」

### Ado
- 「ショコラカタブラ」（作詞）

### プロジェクトセカイ
- ｢生命性シンドロウム｣

### NOISZ
- ｢re:||BIRTH/Camellia ft. Mayumi Morinaga｣
- ｢re:||VERSE/Camellia ft. chiisana｣
- ｢D.S. al fine/kors k vs. Camellia｣

### NOISZ STΔRLIVHT
- ｢LIVHT MY WΔY/Camellia ft. STΔRLIVHT｣

### A Dance of Fire And Ice
- 「LORELEI」